# گونزو سوآرز

گونزالو سوآرز خیرارد (به اسپانیایی: Gonzalo "Gonzo" Suárez Girard)‏ (۱۹۶۳ در بارسلون) سینماگر و سازنده بازی رایانه‌ای اهل اسپانیا است. سوآرز بیشتر به عنوان خالق، نویسنده و مدیر پروژه سری بازی رایانه‌ای کوماندوها شناخته می‌شود. او کار خود را از سال ۱۹۷۷ در سینما آغاز کرد و در چند فیلم سینمایی دستیاری کارگردان را تجربه کرده‌است. در سال ۲۰۰۴ شرکت پایرو استودیوز را ترک کرد.